# 2 Turkiestański Pułk Strzelców (Imperium Rosyjskie)
2 Turkiestański pułk strzelców (ros. 2-й туркестанский стрелковый полк) – oddział piechoty armii Imperium Rosyjskiego.

## Charakterystyka
Sformowany w 1910. Pułk stacjonował między innymi w m. Taszkent.

 W przededniu I wojny światowej etatowo posiadał cztery bataliony po cztery kompanie oraz kompanię tyłową. Kompania strzelców czasu wojny liczyła około 240 żołnierzy i 4–5 oficerów. Na szczeblu pułku występował także pododdział karabinów maszynowych (8 km), łączności (w tym 14 konnych gońców i 21 telefonistów) i zwiadowczy (64 zwiadowców, w tym 4 kolarzy). W sumie pułk liczył około 4000 żołnierzy.

## Podporządkowanie
Lipiec 1914:
- 1 Turkiestański Korpus Armijny – Taszkent[5]
  - 1 Turkiestańska Brygada Strzelców – Taszkent
    - 2 Turkiestański pułk piechoty – Taszkent[2]